# ウジヤ
ウジヤは、ユダ王国の第10代の王である。名はヘブライ語で「ヤハウェが強める」の意味である。列王記ではアザルヤ(意味は「主は助ける」)の名で記されるが同一人物。

## 生涯
16歳で王となり、52年間統治した。マナセに次いで2番目に長い統治である。
ウジヤは、北イスラエルとの関係を修復し平和と協力に務めたため、ユダ王国は南と西に、北イスラエルは北と東にそれぞれ勢力を拡げていく事ができた。軍隊を再編成し、農業の発展にも力を入れ、繁栄を築いた。そのため、エルサレムの建築や商業活動、贅沢になった生活を預言者であるイザヤやホセアなどが非難している。
ウジヤは父アマツヤと同じように、主の目に適うことを行ったが、高き所を取り除くことをせず、そこで生贄を捧げたり、香を焚くことを廃止しなかった。
晩年、ウジヤはその強さゆえに傲慢になり、聖別された祭司のみに許されている行為である「祭壇で香を焚く行為」を自ら行なおうとしてイスラエルの神の怒りに触れ、律法に規定された皮膚病にかかって死ぬまで隔離された。

## ウジヤの骨箱
1931年に「ウジヤの骨箱」がエルサレムから出土した。碑には「ユダの王ウジヤの骨をここに携え来る、開けるべからず」と記されている。これは、紀元1世紀にアグリッパ2世のエルサレム修理工事中、偶然ウジヤの墓を見つけ、骨を箱に入れて移したものであると見られている。